# Île de la Harpe
Île de la Harpe es una isla artificial, construida alrededor de 1835 sobre un fondo arenoso alto. Su superficie es de 2.368 m², con una longitud de 110 metros una anchura de 30 m, que está a 80 m de la orilla.
Fue un grupo de comerciantes que decidió alrededor del año 1835, construir una isla para proteger el puerto. A la muerte de Frédéric-César de La Harpe en 1838, su nombre se le dio a esta isla. Un comité erigió un obelisco en su memoria diseñado por el arquitecto Veyrassat, de Lausanne. La isla es propiedad de la ciudad de Rolle.